# Franz Bardon
Franz Bardon (Opava, 1 de diciembre de 1909-Brno, 10 de julio de 1958) fue un esoterista y ocultista checo.

## Datos biográficos
Nació el 1 de diciembre de 1909 en Opava, actual República Checa.[cita requerida]
Durante la Segunda Guerra Mundial, fue internado en un campo de concentración por negarse a colaborar con el ocultismo nazi.[cita requerida]
Continuó sus investigaciones hasta 1958, cuando fue encarcelado por el Gobierno comunista bajo la excusa de no pagar impuestos por el alcohol usado en sus medicinas espagíricas. Murió ese mismo año en el hospital de la prisión de Brno, debido a una pancreatitis.[cita requerida]

## Su obra
Su trabajo sistematizó muchos conceptos esotéricos y mágicos. Sus principales obras son:
- Iniciación al hermetismo
- La práctica de la evocación mágica
- La clave de la verdadera cábala
- Frabato, el mago

### Iniciación al hermetismo
Es sin duda la obra principal de Bardon, siendo un auténtico compendio mágico. Puede ser adoptado como un curso de magia en «10 pasos». En esta obra el autor divide a la persona en tres planos: físico, mental y astral y brinda ejercicios para cada uno de esos planos. Revela el secreto de la primera carta del tarot. Es un curso de instrucción de magia científica en diez etapas: Teoría y práctica para una iniciación mágica.[cita requerida]

### La práctica de la evocación mágica
Esta obra versa sobre la evocación de los espíritus y marca una diferencia con la «invocación».[cita requerida]

### La clave de la verdadera cábala
Esta obra trata sobre leyes herméticas, el esoterismo de las letras, mantras, fórmulas mágicas, vocalización de diferentes letras hebreas para su uso mágico y diversos rituales de orientación cabalística. Él considera como prerrequisito para acceder a los conocimientos y prácticas de este libro el haber realizado las prácticas de Iniciación al hermetismo.[cita requerida]

### Frabato, el mago
Frabato, el mago es una novela esotérica donde denuncia a algunas logias masónicas por su práctica del asesinato ritual y del satanismo. Una contribución importante de esa obra es un anexo que se le integró al libro que se denomina El libro dorado de la sabiduría, que da algunas claves fundamentales sobre el trabajo con la cuarta carta del tarot, «el Emperador». Sin embargo, lo esencial y relevante del libro es la revelación de que Franz Bardon fue la última reencarnación del espíritu que encarnó Hermes Trismegisto, el esotérico creador del hermetismo y el fundador de la masonería, quien, contrariamente a lo que los masones piensan, pagó el karma que generó cuando vivió como Hermes Trismegisto, pues la idea masónica de cómo funcionan las leyes del Universo —la Ley de Dios o Justicia Divina— no es correcta. Ello en vista de que la base de la moral masónica se fundamenta en que el equilibrio de las acciones buenas y las malas se consigue si el masón compensa sus malas acciones con buenas acciones o viceversa, pero decidiendo él mismo las acciones que hará para encontrar el supuesto equilibrio, en donde es el transgresor de la Ley Universal quien decide tanto lo que hará como a quién se lo hará. De ahí que, como las buenas acciones de Hermes no le sirvieron como penitencia o pago de su karma para conseguir el perdón, pues es Dios quien perdona y decide la penitencia o karma por pagar y cuándo lo aplicará, Hermes pagó su karma como Bardon. En ese sentido, se debe tener presente que, para estar en armonía con el Universo, se deben seguir las normas que Dios impone: respetar sus leyes y, en caso de pecar, arrepentirse, pedirle perdón, y pagar la penitencia o karma que Dios impondrá en su momento, dándonos a elegir cuando nos ofrezca la encarnación de nuestro espíritu o sea, la vida.[cita requerida]
En la traducción del libro, publicada en 1995 por la Editorial Mirach de Madrid, se incluye un anexo como In Memoriam escrito por Otti Votavova, quien fue la secretaria de Franz Bardon y quien transcribió el libro de Frabato; en ese apartado se refieren los personajes que encarnaron el espíritu de Bardon, entre otros: Hermes Trismegisto, Nostradamus, Lao-Tse y Saint Germain. Ahí Votavova indica que Franz Bardon le comentó en una ocasión que él era la encarnación de un niño de catorce años y él fue quien lo decidió para ser el maestro espiritual de Víctor Bardon, el padre del muchacho, quien en su deseo de convertirse en un iniciado divino pidió en sus oraciones conocer a su verdadero gurú, así fue como el espíritu de Bardon se encarnó en el que sería su único hijo, mediante un intercambio de espíritu —inaceptable e imposible tanto desde el punto de vista espiritual como del esotérico—. Este comentario se presenta para «explicar» el por qué el alto nivel espiritual de Bardon padeció su estancia en un campo de concentración nazi durante la Segunda Guerra Mundial, pues ello fue parte del karma del niño de quien usó su cuerpo. Otra información falsa que ahí se publica es la relacionada con Adolf Hitler, de quien se indica que pertenecía a la Logia 99 y a la Orden Tule de magos negros tibetanos. 
Lo que queda claro a la luz de los hechos es que tanto el karma como el momento del pago lo decide Dios, quien lo ofrece al espíritu por encarnar y es este quien elige, entre las opciones que le presenta Dios —de acuerdo al comportamiento de sus vidas anteriores—, la clase, la forma o el tipo de su karma —familia, lugares, conocidos, etc.— que puede escoger antes de encarnar.